# Boronkay György Műszaki Szakgimnázium és Gimnázium
A Boronkay György Műszaki Technikum és Gimnázium egy váci középiskola, Pest vármegye egyik legismertebb műszaki oktatási intézménye. Az iskola jelmondata: „Ipsa scientia potestas est” (A tudás önmaga hatalom).

## Az iskola története

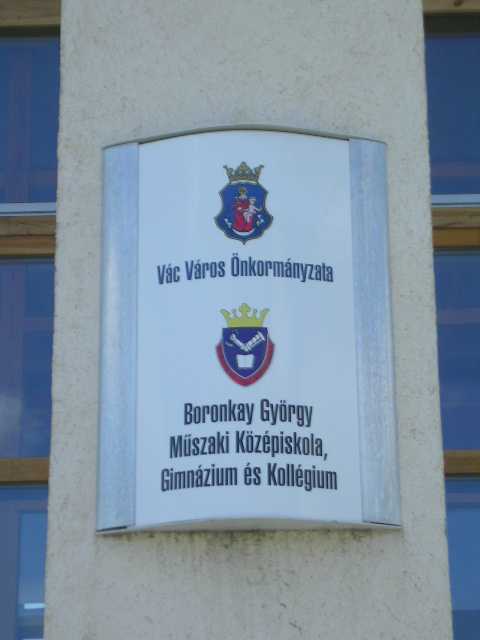

## Az iskola története[1]

### A kezdetektől a rendszerváltásig
Az iskola jogelődjeként 1950. augusztus 15-én alakult meg a Váci Állami Gimnázium Ipari Gimnáziumának általános gépészeti tagozata 21. számú Általános Gépészeti Technikum névvel. A gimnázium és a hozzá tartozó diákotthon (kollégium) a Piarista Rend váci épültében kapott helyet a Konstantin téren. Önálló tantestülete az iskolának az első tanévben még nem volt. A szakmai gyakorlati oktatás tanműhely és felszerelés hiányában csak 1951 januárjában indult meg az iskola alagsorában. 1951. október 1-jén a technikum önállósult és új neve 8. számú Gépipari Technikum lett. Az újabb osztályok indításával azonban elviselhetetlen zsúfoltság lett az épületben, ezért az 1952 nyarán államosított váci Püspöki Hittudományi Intézet épületébe költöztették a gimnáziumot. 1952-ben a lebontott városi mozi helyén, közvetlenül a Konstantin téri épülettel szemben (a mai Piarista utcában) felépítették a tanműhelyt. 1955-ben az iskola felvette Lőwy Sándor nevét. Az 1956. október 23-án kezdődött budapesti forradalom után Gyalmos János akkori igazgató átmenetileg felfüggesztette a tanítást és a diákotthonban menedéket nyújtottak a váci fegyházból kiszabadult politikai foglyoknak és a fegyveres szabadságharcosok egy csoportjának is. 1966-ra elkészítették a tanműhely toldaléképültét, melyet szinteltolásosan tudtak csak kivitelezni. Ekkor az épület felvette a Tanüzem nevet. Az 1960-as évek végétől a megyei iparvállalatokkal bérmunka-tevékenység alakult ki. 1975-ben a Váci Városi Tanács osztályvezetőjét, Molnár Lajost nevezték ki igazgatónak, aki ezután egészen 2006-ig, 31 éven át vezette az iskolát. Még ugyanebben az évben kialakították az iskola könyvtárát, a díszterem mögötti kihasználatlan területen. A leánytanulók aránya – lévén, hogy műszaki iskoláról van szó – a '80-as évek elején 10% körüli volt. 1982-re a klasszikus fémipari képzések mellett megjelent a műszer- és villamosipari szakképzés. 1989-ben megtörtént a tanüzem bővítése, tetőtér-beépítéssel. Itt kialakítottak három, korszerű laboratóriumi eszközökkel felszerelt villamos mérőtermet.

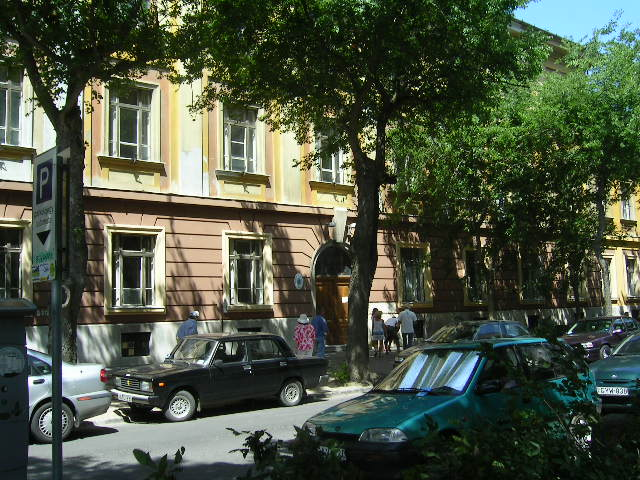
A Konstantin téri épület főbejárata (ma a piarista gimnázium főbejárata)

### A rendszerváltástól az ezredfordulóig
A rendszerváltás után a középiskolák a helyi önkormányzathoz kerültek. 1991-ben a főépület északkeleti szárnyában megtörtént a tetőtér beépítése, öt nyelvi teremmel. 1993-ban az iskola felvette Boronkay György nevét. 1994-ben a diákotthonnak helyet adó épületet kormányhatározat alapján visszajuttatták eredeti tulajdonosának, a Piarista Rendnek. Az új kollégium a város határában lévő Szérűskertben épült fel. 1994 szeptemberében jött létre a Gábor Dénes Főiskola váci kihelyezett tagozata, székhelyének és oktatási helyszínének az iskola adott otthont. Az 1995/1996-os tanévben indult meg a legelső ún. nulladik osztály (nyelvi előkészítő). Az 1996/1997-es tanévben pedig az első gimnáziumi osztály. 1997-ben Vác Város Önkormányzata Pro Urbe díjjal tüntette ki az intézményt. 1998-ban a gépész szakmacsoportú szakközépiskolai osztályban lehetőség nyílt a kéttannyelvű szakmai képzésre: a német nyelvet jól beszélő diákok a szakmai tárgyakat és a matematikát idegen nyelven tanulhatják. 2000-ben az iskola megünnepelte 50 éves jubileumát.

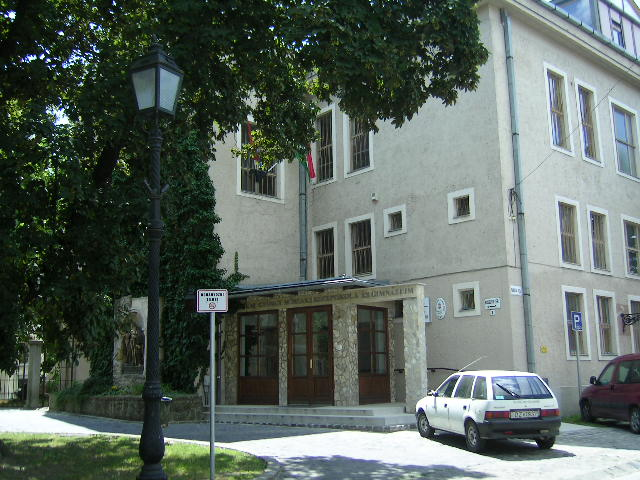
A tanüzem bejárata a Piarista utca felől (balra az épület oldalában a Vác nevű remete szobra áll)

### Az ezredforduló után
Az iskola a Konstantin téri épületét 2003-ban visszaadta a piaristáknak és jelenlegi helyére, a Szérűskertben felépült új épületbe költözött át, ahova már korábban két másik iskola is kiköltözött a belvárosból. A Tanüzemet némileg átalakították és a Piarista utca felől létesítettek egy bejáratot. A szakmai gyakorlati órákat továbbra is ott bonyolítják le. 2006-ban a 31 éves igazgatóság után leköszönő Molnár Lajost Fábián Gábor váltotta az igazgatói székben. Ekkor megszűnt a GDF kihelyezett tagozata. Az iskola 2010-ben esedékes 60-ik évfordulójára egy több száz oldalas évkönyv kiadását tervezi.

## A névadó:Boronkay György[1]
1904-ben született. 1925-ben szerzett gépészmérnöki diplomát. A háború alatt katonaként szolgált, majd Szolnokon a gépipari technikum mérnök-tanára, műhelyfőnöke, majd igazgatója lett. Munkája ellen kifogás nem merült fel, de az 1956-os forradalom után elüldözték Szolnokról. Így került Vácra. 1958-tól 1967-ig volt a Lőwy Sándor Gépipari Technikum tanára, de nyugdíjazása után is tanított óraadóként. 1981-ben hunyt el. Az iskola 1993-ban vette fel a nevét és még ez évben felavatták Páljános Ervin által készített mellszobrát az aulában.

## Az iskola jelképei[1]
A címer:
Kék mezőben lebegő ezüst könyvön támaszkodó, három arany nyílvesszőt markoló ezüst kar. A pajzsot aranyszínű leveles korona díszíti, a vörös pajzstartón az iskola neve szerepel.
A zászló:
Kékkel és ezüsttel vágott, középen a címerrel.

## Az iskola jelenlegi oktatási-nevelési tevékenysége

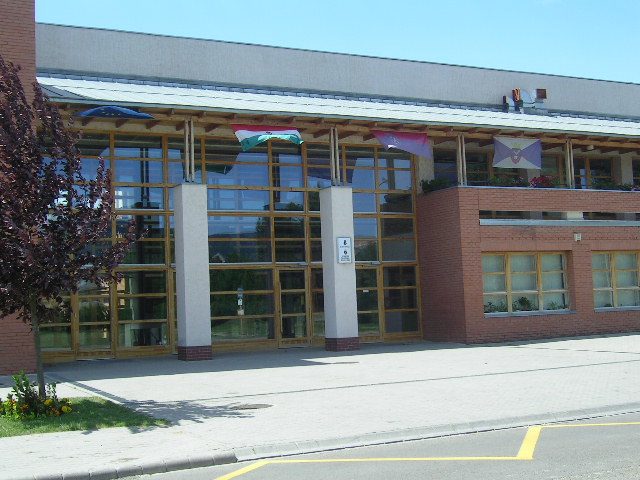
Az új épület főbejárata a Szérűskerti Oktatási centrumban. A zászlók balról jobbra: EU, Magyarország, Vác, iskolai címeres

Az iskola 4 és 1+4 éves általános tantervű gimnáziumi és műszaki technikusi osztályokat indít minden évben. A diákok évente több alkalommal, önállóan szerkesztik a BOR-lap című iskolaújságot. Szent György napján kiállítást nyitnak az iskola diákjainak és tanárainak művészi munkáiból. Az intézmény a Magyarországi Diákönkormányzatok Egyesületének tagiskolája.
Az iskola könyvtárának jelenlegi állománya kb. 30 000 kötet.

### Szakképzés
Az iskolában gépészeti, elektronikai és informatikai és környezetvédelmi technikusi osztályokba lehet jelentkezni. A négy év alatt a közismereti tárgyak mellett szakmai alapozó (elméleti és gyakorlati) tárgyakat is tanulnak a diákok. Az érettségi után lehetőség van további egy év (ill. szakmai előképzettséggel nem rendelkező diákoknak két év) szakképzésben részt venni, mely végén technikusi bizonyítvány szerezhető. A gépészeti szakmacsoportban lehetőség volt a szakmai tárgyakat német nyelven hallgatni, de ezt néhány éve megszüntették. Újabban az informatika szakmacsoportú szakközépiskolai osztályban van lehetőség angolul tanulni a szakmai tárgyakat. Az érettségi után szoftverfejlesztő, mozgóképi animációkészítő, számítógéprendszer-karbantartó, gépgyártástechnológiai technikus és elektronikai technikus OKJ-s képesítés szerezhető.
Jelenleg az iskola közel 40 Vác térségében gazdálkodó szervezettel tart folyamatos kapcsolatot, képez számukra szakembereket.

### Képzések kódok szerint
- 2010: német nyelvi előkészítő

(angol haladó – német kezdő)
német kéttannyelvű gimnáziumi folytatás
1 éves képzés
- 2020: német nyelvi előkészítő

(német haladó – angol kezdő)
német kéttannyelvű gimnáziumi folytatás
1 éves képzés
- 2030: angol nyelvi előkészítő

általános tantervű gimnáziumi folytatás
1 éves képzés
- 2040: angol nyelvi előkészítő

informatikai (szoftver vagy hardver) folytatás
1 éves képzés
- 2050: angol nyelvi előkészítő

gépészet folytatás
1 éves képzés
- 2060: angol nyelvi előkészítő

elektronikai folytatás
1 éves képzés
- 2070: angol nyelvi előkészítő

környezetvédelmi vagy vegyész folytatás
1 éves képzés
képzés

- 2140: informatika-szakmacsoport

programozás, illetve hardver szakirány
4+1 éves képzés
betűjelük a „P” (programozás) és "I" (informatika)
- 2150: gépipari-szakmacsoport

4+1 éves képzés
betűjelük az "E" (elektronika)
képzés
- 2160: elektronika-szakmacsoport

4+1 éves képzés
betűjelük a „G" (gépészet)
- 2170: környezetvédelem-szakmacsoport

4+1 éves képzés
betűjelük a „K" (környezetvédelem)
- 2180: sportedző-sportszervezők informatikai osztálya
4+1 éves képzés
szakmai képzésük a 2140-es kóddal megegyezik
betűjelük az „I" (informatika)
- 2210: általános tantervű gimnáziumi képzés

4 éves képzés
betűjelük az „A" (angol) és az "N" (német)

### Az iskola által adományozott díjak

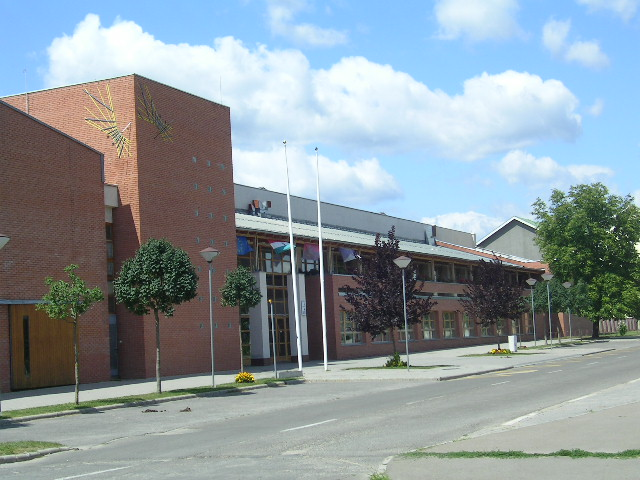
Az új épület a Szérűskerti Oktatási centrumban. Pár éve egy újabb szintet húztak fel az iskola épületére

Az arra érdemet szerzett diákok részére a Boronkay-emlékérmet, a tanárok részére pedig a Boronkay-emlékgyűrűt adományozza az iskola minden évben.

### Eredmények
- Vegyes középiskolák rangsora: tizedik a váci Boronkay
- Ezek az ország legjobb szakközépiskolái

### Sportolók
Az iskola diákjai közül többen is kiemelkedő eredményeket értek el az országos, európa- és világversenyeken. Példák a teljesség igénye nélkül:
- Bodor Péter: motorcsónak – magyar-, európa- és világbajnok,
- Pető Tibor: evezős – olimpikon, kétszeres világbajnok,
- Kosdi Balázs: kenus – világ- és Európa-bajnok,
- Sasvári Gábor: kajakos – világbajnok
- Steidl Anita: aerobik, világbajnok
- Szathmáry Károly: asztalifoci – világbajnok

## Az iskolában végzett ismertebb személyek
- Fejér Ferenc – nyelvtanár, festőművész
- Hornyák Endre Mihály – Nagyoroszi polgármestere
- Kecskeméthy Géza – Dunakeszi polgármestere
- Turek Miklós – színész
- Báthory Zoltán (1968–) magyar születésű amerikai zenész, zeneszerző, producer a Los Angeles-i Five Finger Death Punch heavy metal együttes alapítója

## Az iskola tanárainak publikációi
- Réti Gyula: Elektronikus gyakorlatok – Analóg áramkörök, Nemzeti Tankönyvkiadó-Tankönyvmester Kiadó, Budapest, 2003
- Gyetván Károly: Elektronikus mérések – Analóg áramkörök, Nemzeti Tankönyvkiadó-Tankönyvmester Kiadó, Budapest, 2000
- Gyetván Károly: A villamos mérések alapjai, Nemzeti Tankönyvkiadó, Gyula, 2001
- Gyetván Károly, Futterer László: Villamos mérési feladatok, Nemzeti Tankönyvkiadó-Tankönyvmester Kiadó, Budapest, 1999
- Gyimesi Sándor: Alapgyakorlatok – Fémipari alapismeretek, Nemzeti Tankönyvkiadó-Tankönyvmester Kiadó, Budapest, 1999
- Arany István (szerk.), Galambos Ferenc (szerk.), …, Gyimesi Sándor (fotó), …: Vác 25 éve, Vác Város Tanácsa, Vác, 1969
- Stefaits István (szerk.), Gyimesi Sándor (fotó): Vezető a váci Vak Bottyán Múzeumban, Vác, 1980
- Orgoványi József, Pszota József: Digitális technika, Nemzeti Tankönyvkiadó-Tankönyvmester Kiadó, Budapest, 2000
- Mindáné Kolostori Nóra, Takátsné Lucz Ildikó: Budapesti középiskolák felvételi feladatsorai – 1995 – Matematika és fizika, megoldásokkal in Kis váci matekfüzetek, Észak-Pest Megyei Matematikai Tehetségfejlesztő, Vác, 1998
- Ujvári István: Számválaszos feladatok – Tehetségkutató és felvételi versenyeken, Észak-Pest Megyei Matematikai Tehetségfejlesztő, Vác, 2000
- Ujvári István: Egyedül készülök a felvételire! – Összefoglaló matematikából, Tankönyvkiadó Vállalat, Budapest, 1988
- Ujvári István: Felkészülés és felzárkózás matematikából – az általános és középiskolai tanulók számára, Tankönyvkiadó Vállalat, Budapest, 1984
- Róka Sándor, Ujvári István: Irány a középiskola! – Összefoglaló matematikából a nyolcadikosok, valamint a "nulladik" osztályos gimnazisták számára, Észak-Pest Megyei Matematikai Tehetségfejlesztő, Vác, 1995
- Ujvári István: Középiskolába készülök! – Összefoglaló matematikából a nyolcadikosok számára, Apáczai Kiadó, Celldömölk, 1991
- Ujvári István: Matekversenyre készülök – Gondolkodásfejlesztés matematikai feladatcsaládokkal, Észak-Pest Megyei Matematikai Tehetségfejlesztő, Vác, 1996
- Ujvári István: Sakkmatematika, Pest Megyei Pedagógiai Intézet, Budapest, 1990
- Arany Tóth László, Várnagy István: Fizika I. – D, E variáns/Szakközépiskola, Tankönyvkiadó Vállalat, Budapest, 1991
- Bartha Mihály, Bocsnyák László, Cserny Péter: IBM PC XT/AT kezelése – Alapismeretek és alkalmazói programok, BINOM Bt., 1992
- Molnár Lajos (szerk.), Papházi Tivadar (szerk.), Dian János (szerk.): A váci Boronkay György Műszaki Középiskola és Gimnázium a volt Lőwy Sándor Gépipari Technikum és Szakközépiskola jubileumi évkönyve 1950-2000 (kiegészítve 2002-ig), Magánkiadás, Vác, 2002

## Az iskola elérhetőségei, megközelíthetőségei
A főépület:
Cím: 2600 Vác, Németh László út 4-6.
Telefon: 27-317-077
Megközelíthető gépkocsival a 2-es főútról Balassagyarmat irányából a legelső, míg Vác belvárosa felől a legutolsó belterületi körforgalomnál a Papp Béla utca irányába, majd a Buki sor felé lekanyarodva. Tömegközlekedéssel helyi és helyközi autóbuszokkal (Szérűskert Oktatási Centrum megálló) és vasúton (Kisvác megállóhely) is megközelíthető.
A Tanüzem:
Cím: 2600 Vác, Piarista utca
Megközelíthető személygépkocsival a Köztársaság út, a Konstantin tér és a Kossuth utca felől (fizetőparkolós zóna) és helyijárati autóbuszokkal (Konstantin tér megálló).